# Triptykon
Triptykon este un proiect muzical al lui Thomas Gabriel Fischer, membru fondator al formațiilor pionere ale heavy metal-ului, Hellhammer, Celtic Frost și Apollyon Sun. Fischer a anunțat plecarea de la Celtic Frost în mai 2008 și în scurt timp a dezvăluit că noul său proiect muzical se va numi Triptykon.
Denumirea formației e un joc de cuvinte legat de triptic. Logo-ul formației e inspirat de la modelul de scris utilizat în Weimar Republic.
În prezent Triptykon lucrează asupra unui nou album, care va fi lansat în 2014.
Acest lucru a fost anunțat pe 22 octombrie 2013, precizându-se că denumirea albumului va fi Melana Chasmata.

## Discografie
- Eparistera Daimones (2010)
- Shatter (EP, 2010)

## Membri
Membrii actuali
- Thomas Gabriel Fischer - vocal, chitară, programare (ex-Hellhammer, ex-Celtic Frost, ex-Apollyon Sun)
- V. Santura - chitară, vocal (Dark Fortress, Non Euclid)
- Norman Lonhard - baterie, percuție (Fear My Thoughts, Pigeon Toe)
- Vanja Slajh - bas

Foști membri
- Reed St. Mark - baterie, percuție (ex-Celtic Frost, ex-Mindfunk)